# Бычьи
Бычьи (лат. Bovinae) — подсемейство полорогих парнокопытных млекопитающих. Отличаются от представителей других подсемейств величиной и массивным телосложением, рога присущи животным обоих полов. Раньше это подсемейство состояло только из родов и видов, которых называют быками, но в последнее время в него включают также и винторогих антилоп. 
К подсемейству бычьих (Bovinae) относятся следующие роды и виды: 
- Триба Tragelaphini — Винторогие антилопы
  - Род Tragelaphus — Лесные антилопы
    - Tragelaphus angasii — Ньяла
    - Tragelaphus buxtoni — Горная ньяла
    - Tragelaphus spekii — Ситатунга
    - Tragelaphus scriptus — Бушбок
    - Tragelaphus strepsiceros — Большой куду
    - Tragelaphus imberbis — Малый куду
    - Tragelaphus eurycerus — Бонго (антилопа)

  - Род Taurotragus — Канны (антилопы)
    - Taurotragus oryx — Канна (антилопа)
    - Taurotragus derbianus — Западная канна
- Триба Boselaphini
  - Род Tetracerus — Четырёхрогие антилопы
    - Tetracerus quadricornis — Четырёхрогая антилопа

  - Род Boselaphus — Нильгау
    - Boselaphus tragocamelus — Нильгау
- Триба Bovini — Быки
  - Род Pseudoryx
    - Pseudoryx nghetinhensis — Саола

  - Род Bubalus — Азиатские буйволы
    - Bubalus bubalis — Азиатский буйвол
    - Bubalus depressicornis — Аноа
    - Bubalus mindorensis — Тамарау
    - Bubalus quarlesi — Горный аноа

  - Род Syncerus — Африканские буйволы
    - Syncerus caffer — Африканский буйвол

  - Род Bos — Настоящие быки
    - Bos taurus — Дикий бык, с подвидами Домашний бык (корова) и Зебу
    - Bos sauveli — Купрей
    - Bos javanicus — Бантенг
    - Bos frontalis — Гаур
    - Bos grunniens — Як

  - Род Bison — Бизоны
    - Bison bison — Бизон
    - Bison bonasus — Зубр

Некоторые таксономические деления остаются спорными. Ранее выделялось отдельное подсемейство винторогие антилопы, однако из-за их генетической близости к быкам их объединили в одно подсемейство. Открытый в 1990-х вид саола (Pseudoryx nghetinhensis) иногда относят к подсемейству козьих.
В эволюционном отношении Bovinae довольно молодой таксон. Первые ископаемые, которые можно с уверенностью причислить этому подсемейству, датируются всего лишь плиоценом. Предполагается, что они распространились из Азии в Европу, Америку и Африку. Наибольшего многообразия достигли в плейстоцене. 